# Universität für Technologie Toyohashi

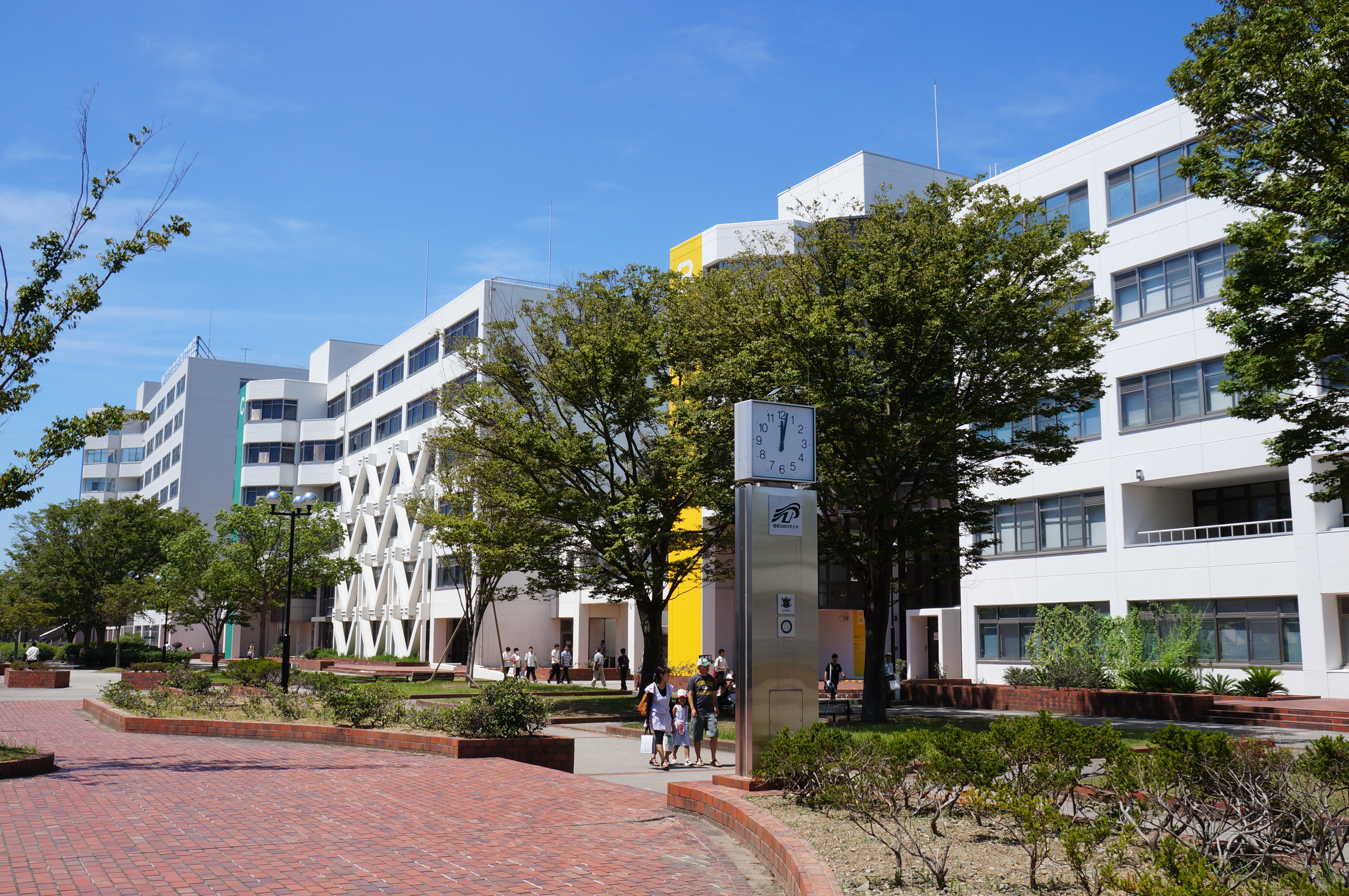
Universität für Technologie Toyohashi (2012)

Die Universität für Technologie Toyohashi (japanisch 豊橋技術科学大学 Toyohashi gijutsu kagaku daigaku, wörtlich „Universität für Wissenschaft der Technologie Toyohashi“; engl. Toyohashi University of Technology, kurz: TUT) ist eine staatliche Universität in Toyohashi in der Präfektur Aichi (Japan).

## Geschichte
Gegründet wurde die Universität 1976, gleichzeitig mit der Universität für Technologie Nagaoka, meist für die Absolventen der Fachoberschulen (kōtō semmon gakkō, kurz: kōsen). Die Universität nimmt die Absolventen der Fachoberschulen als Studenten im 3. Jahr auf. 1980 richtete sie die Graduiertenschule (Masterstudiengänge) ein, 1986 dann die Doktorkurse.

## Fakultäten
- Fakultät für Ingenieurwissenschaften
  - Abteilung für Maschinenlehre
  - Abteilung für Elektrotechnik, Elektronik und Informationstechnik
  - Abteilung für Informatik und Intelligenz
  - Abteilung für Angewandte Chemie und Bioengineering
  - Abteilung für Architektur und Bauingenieurwesen